# 茨城県道137号若境線

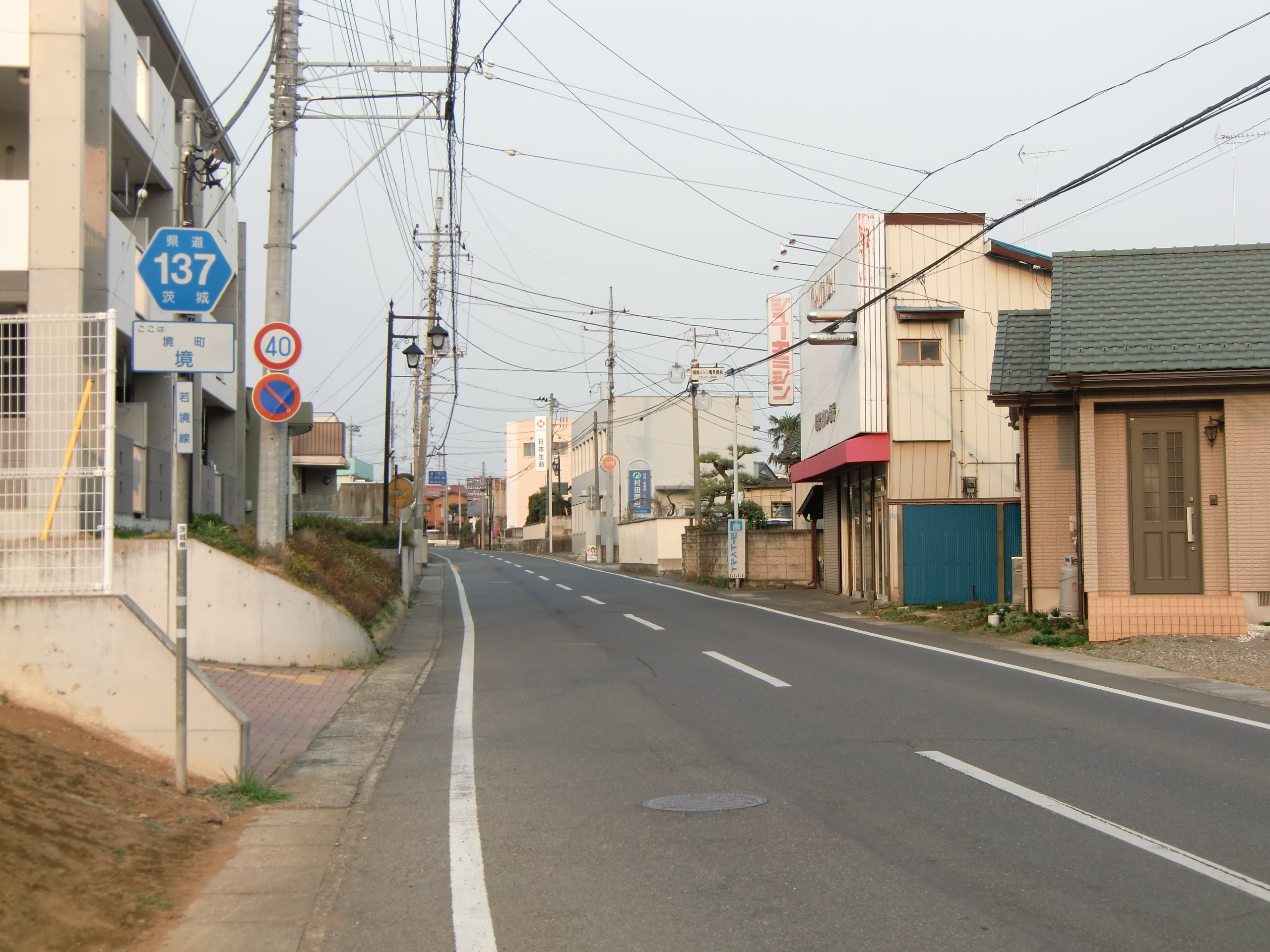
境町境（2011年4月）

茨城県道137号若境線（いばらきけんどう137ごう わかさかいせん）は、茨城県結城郡八千代町若から猿島郡境町に至る一般県道である。

## 概要
- 起点：茨城県結城郡八千代町若（国道125号交点）[1]
- 終点：茨城県猿島郡境町119番2地先（茨城県道17号結城野田線交点）[2]
- 総延長：14.356 km[3]
- 重用延長：0.562 km[3]
- 未供用延長：なし[3]
- 実延長：13.794 km[3]
- 自動車交通不能区間延長[注釈 1]：なし[3]

## 歴史
1959年（昭和34年）10月14日、新たな県道として結城郡八千代村大字若を起点とし、猿島郡猿島町経由して猿島郡境町を終点とする区間を本路線する県道若境線として茨城県が県道路線認定した。
1995年（平成7年）には、現在の整理番号137に変更となり現在に至る。

### 年表
- 1920年（大正9年）4月1日：現在の路線の前身にあたる境下妻線が路線認定される。
- 1959年（昭和34年）10月14日
  - 現在の路線で路線認定される（図面対象番号102）[4]。
  - 道路の区域は、結城郡八千代村大字若の二級国道佐原熊谷線（現、国道125号）分岐から猿島郡境町の主要地方道結城野田線交点までと決定された[1]。
- 1995年（平成7年）3月30日：整理番号161から現在の番号（整理番号137）に変更される[5]。
- 1996年（平成8年）7月4日：境町大字上小橋 - 同町字住吉町のバイパスを新設する道路区域（1.090 km）が決定する[6]。
- 2000年（平成12年）10月31日：猿島郡境町（県道尾崎境線 - 主要地方道結城野田線）のバイパス道路（0.2 km）が開通[7]。
- 2008年（平成20年）12月10日：猿島郡境町上小橋 - 境町字清水台の境高校前の新道供用開始により、上小橋の現道分岐から主要地方道結城野田線まで新道開通[8]。
- 2013年（平成25年）12月5日：境町大字上小橋（上小橋（長五郎）交差点） - 境町字仲町東側（一般県道尾崎境線）の旧道区間（1.438 km）が指定解除され境町道へ降格[2][9]。
- 2018年（平成30年）3月13日：猿島郡境町大字上小橋地内の上小橋（長五郎）交差点を迂回するバイパス道路（約0.3 km）を供用開始[10]。
- 2020年（令和2年）3月30日：猿島郡境町大字上小橋地内の旧道（217 m）を県道指定解除し移管[11]。
- 2024年（令和6年）6月3日：結城郡八千代町若字大子堂 - 同郡同町若字中宿の現道を拡幅する区域（640 m）を指定[12]。

## 路線状況
道路法の規定に基づき、坂東市逆井（前原交差点） - 猿島郡境町松岡町（一般県道尾崎境線交差）間は、緊急輸送道路として機能を維持するため、災害発生時の被害拡大防止を目的に道路用地内に電柱を建てることが制限されている。

### 道路施設
- 若歌橋（山川沼排水路、結城郡八千代町若）
- 新川橋（結城郡八千代町大字若・大字菅谷）
- 菅谷橋（結城郡八千代町大字若・大字菅谷）
- 坂下橋（東仁連川、結城郡八千代町大字平塚）
- 松の沖一の橋（飯沼川、結城郡八千代町大字平塚 - 坂東市逆井）
- 逆井橋（西仁連川、坂東市逆井）

## 地理

### 通過する自治体
- 茨城県
  - 結城郡八千代町 - 坂東市 - 猿島郡境町

### 交差する道路
- 茨城県道20号結城坂東線
- 茨城県道56号つくば古河線
- 茨城県道135号猿島常総線
- 茨城県道125号中里坂東線

### 沿線
- 八千代町立八千代第一中学校（八千代町若）
- 茨城県立坂東総合高等学校（坂東市逆井）
- 茨城県立境高等学校（猿島郡境町）
- 境町役場（猿島郡境町）